# فهرست قنات‌های شهرستان بندرلنگه
جدول زیر بر اساس آمار وزارت جهاد کشاورزی تهیه شده‌است. فهرست زیر قنات‌های شهرستان بندرلنگه در استان هرمزگان را نشان می‌دهد.
| نام قنات | موقعیت                       | نزدیک‌ترین روستا | طول قنات (متر) | تعداد میله چاه | عمق مادر چاه | دبی (لیتر بر ثانیه) | سطح زیر کشت (هکتار) |
| -------- | ---------------------------- | --------------- | -------------- | -------------- | ------------ | ------------------- | ------------------- |
| لشتانی   | بخش شیب کوه شهرستان بندرلنگه | روستا نامعلوم   | ۱۵۰۰           | ۰              | ۰            | ۵۰                  | ۱۰۰                 |